# Sonakay
Sonakay es una banda española de flamenco fundada en 2015, en San Sebastián, y compuesta por los percusionistas Rubén y David, el bajista Belcha, el guitarrista flamenco Rafa y el cantaor Yoni Camacho. Todos los miembros proceden de diversas agrupaciones y experiencias profesionales anteriores. Se les considera un grupo especializado en la fusión de la cultura musical de raíces gitanas y euskaldunes. Han participado en los actos del Día Internacional del Pueblo Gitano celebrados en el Casino Kursaal de San Sebastián, así como en la Feria de Abril de Intxaurrondo, además de actuar periódicamente en el pintxo-pote de San Martín, en la capital donostiarra.
Su reconocimiento a nivel nacional no se produjo hasta su participación en el espacio 'Got Talent' de Tele 5. Se consideran herederos del espíritu de cantautores vascos como Benito Lertxundi o Mikel Laboa o de estrellas del flamenco como Camarón o Paco de Lucía. Su tema más conseguido parece ser la versión flamenca de Txoria txori grabada en 2016.